# Canyissar

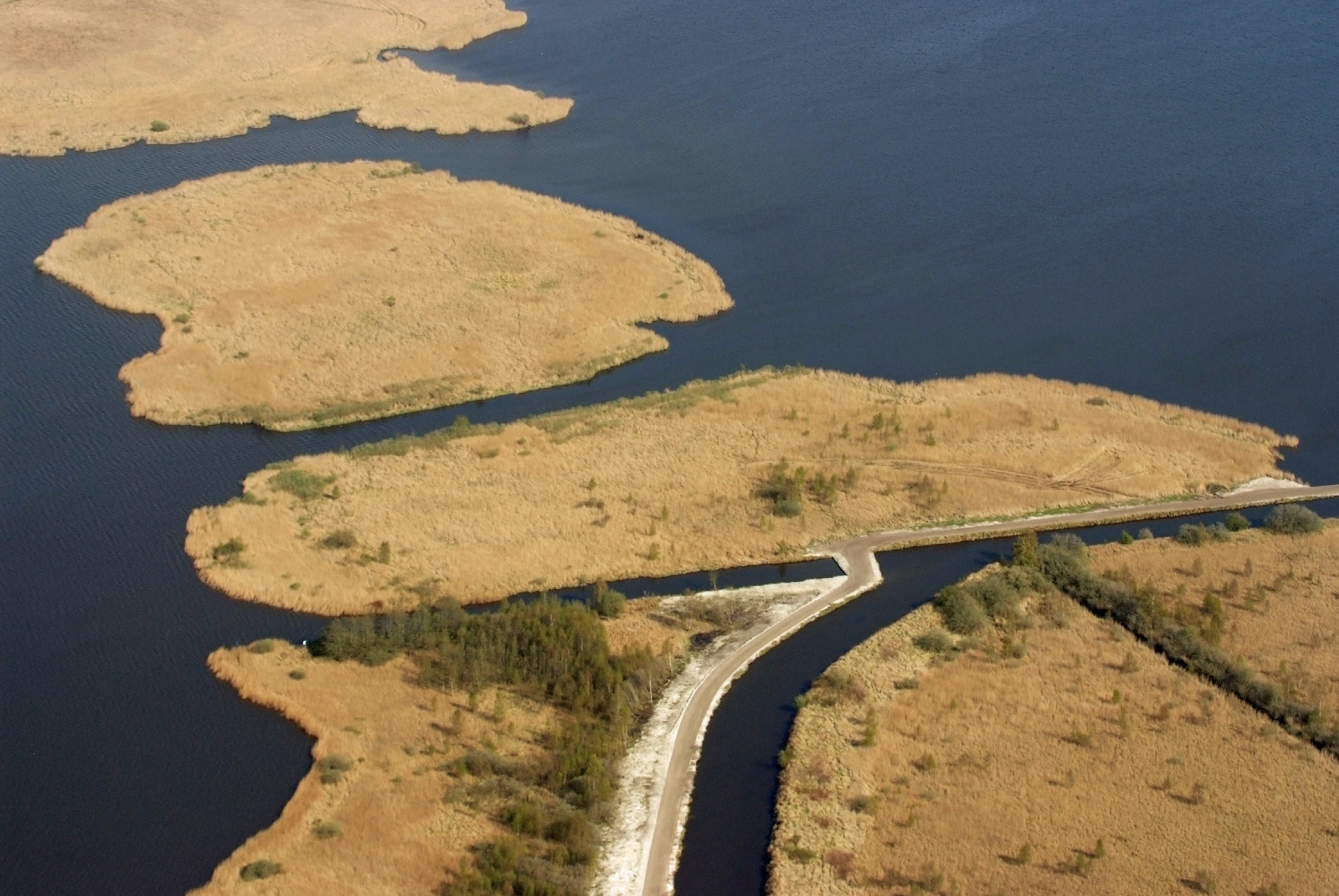
Aspecte aeri d'un canyissar dominat per Phragmites australis a Großen Meer al terme de Südbrookmerland al districte d'Aurich

Un canyissar, també anomenat jonquera, canyar, canyer, maresma o pantà, és una mena d'hàbitat que es presenta a les planes inundables, depressions que allotgen aigua i estuaris. Els estuaris es desenvolupen quan una sèrie diversa de canyes, joncs i plantes aquàtiques colonitzen zones aquàtiques obertes poc profundes o terrenys humits. En la mesura que el pantà envelleix, els mateixos desenvolupen una capa de residus que eventualment s'eleva per sobre el nivell d'aigua, i finalment proveeix oportunitats per a la invasió d'arbustos de terra ferma. Els canyissars artificials són utilitzats com un mètode per purificar aigües grises. Es distingeix de l'estany, per ser aquest una massa d'aigua natural o artificial, la profunditat és suficient per a permetre la distinció entre una zona litoral envaïda per la vegetació i una zona profunda o pelàgica desproveïda d'ella. Aquesta profunditat de l'estany és suficient com per produir un gradient vertical de temperatura que produeix diferents característiques ecològiques segons la profunditat.
Les jonqueres varien segons siguin les espècies que les formen, els freatòfits i mesòfits habiten zones amb aigua estancada o corrent i zones àrides al llarg de les lleres dels rius, llacunes endorreiques, planes d'inundació, sobre les zones on el nivell freàtic està a molt poca profunditat respecte de la superfície de terra.

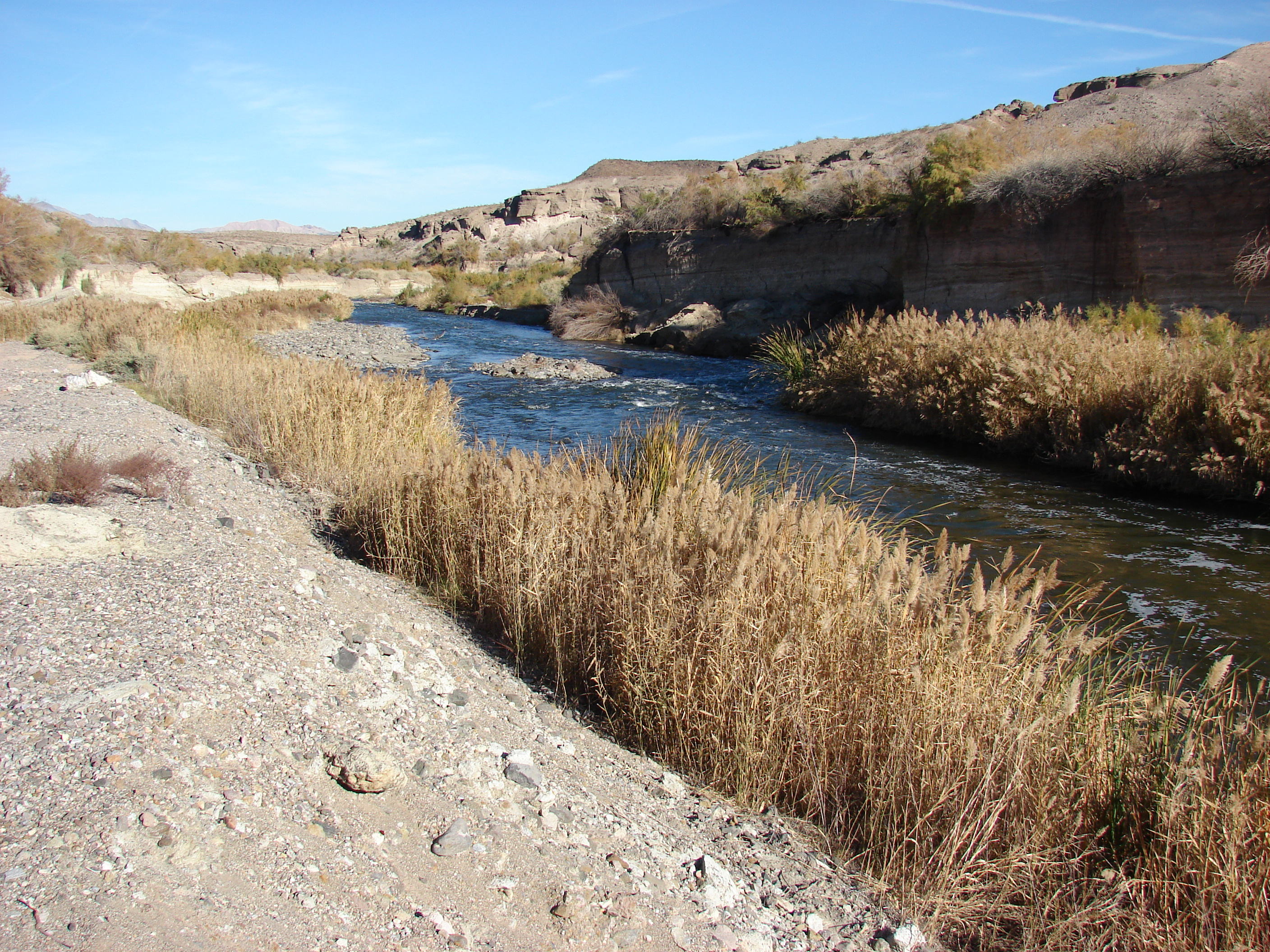
Canyer adossat a les ribes d'un riu a Nevada (EUA)

Segons el Conveni de Ramsar constitueixen aiguamolls o zones humides:
| « | ... "les zones d'aiguamoll, pantà, torbera o aigües rases, naturals o artificials, permanents o temporals, d'aigües tranquil·les o corrents, dolces, salobres o salines, amb inclusió d'aigües marines la profunditat en marea baixa no excedeixi dels sis metres "... | » |

Les plantes que es desenvolupen en els aiguamolls, en general, posseeixen arrels profundes que arriben a aconseguir habitualment la capa d'aigua. La major part de les plantes de les regions d'elevada humitat poden aprofundir amb les seves arrels fins a la part superior de la capa aquàtica, rebent el qualificatiu de mesòfits o hidròfits. En cas que la capa sigui més profunda i necessiti de llargues arrels que aprofundeixin el terreny fins a arribar a la capa permanent freàtica, s'anomenen freatòfits. A nivell ecològic formen hàbitats naturals rics en fauna i flora denominats jonqueres, canyars ... presents a les planes inundables, depressions que allotgen aigua i estuaris. També es denominen així les extensions artificials de freatòfils creades per l'home per purificar aigües grises.
Depenent dels nivells de l'aigua en el sistema de la zona humida, clima, variacions estacionals i el contingut de nutrients i salinitat de l'aigua. Aquells que durant l'estiu normalment posseeixen 20 cm o més d'aigua són anomenats pantans. Aquests en general són habitats per una gran varietat d'invertebrats i aus.
A voltes s'anomena estany a les masses d'aigua poc profundes i que no presenten estratificació tèrmica estable. La seva profunditat màxima tot just sobrepassa els 3 m i la seva superfície és gairebé sempre inferior a 10 hectàrees, encara que hi ha notables excepcions. Els creats per l'home solen ser de dos tipus, embassaments artificials per al reg o abeurar bestiar i pedreres a l'aigua, que queden generalment després de l'extracció d'àrids.
En geografia, es denomina maresma a l'ecosistema humit amb plantes herbàcies que creixen en l'aigua. A Espanya es denomina maresmes a comunitats tant costaneres com de rius, sent famoses les maresmes del Guadalquivir.